# Kaiseki
La cuisine kaiseki, en japonais kaiseki ryōri, désigne dans la gastronomie japonaise une forme traditionnelle de repas, composé de plusieurs petits plats servis conjointement. Le terme peut aussi renvoyer à l'ensemble des compétences et techniques qui permettent de préparer un tel repas et qui sont comparables à la grande cuisine occidentale.
Deux types de repas sont appelés kaiseki. Le premier, où kaiseki est écrit 会席, désigne un menu où les plats sont servis sur des plateaux différenciant chaque type de mets. Le second, écrit 懐石, désigne le repas simple que l'hôte de la cérémonie du thé (chanoyu) sert à ses convives avant la cérémonie, et est aussi connu sous le nom de cha-kaiseki (茶懐石).

## Origine
Les kanjis initialement utilisés pour écrire le mot kaiseki indiquaient simplement l'idée de rassemblement des mets (会席料理). Dans la seconde écriture, les kanji utilisés (懐石) signifient littéralement « pierre dans la poitrine ». Ces kanji sont probablement dus à Sen no Rikyū (1522-1591), pour désigner le menu frugal servi dans le style austère du chanoyu. L'association d'idées vient d'une pratique zen : les moines zen trompaient leur faim en mettant des pierres chaudes dans leurs robes, près de leur estomac.
Les deux écritures en kanji sont toujours utilisées de nos jours pour écrire le mot ; la cuisine « rassemblement des mets » décrit un repas de banquet où les plats sont servis sur des plateaux différenciant chaque type de mets, et où la boisson principale est le saké, et la cuisine « pierre dans la poitrine » est décrite comme le repas servi avant la cérémonie du thé (chanoyu),. Pour distinguer les deux dans le discours ou par écrit, le repas du chanoyu est appelé cha-kaiseki (茶懐石),.

## Style

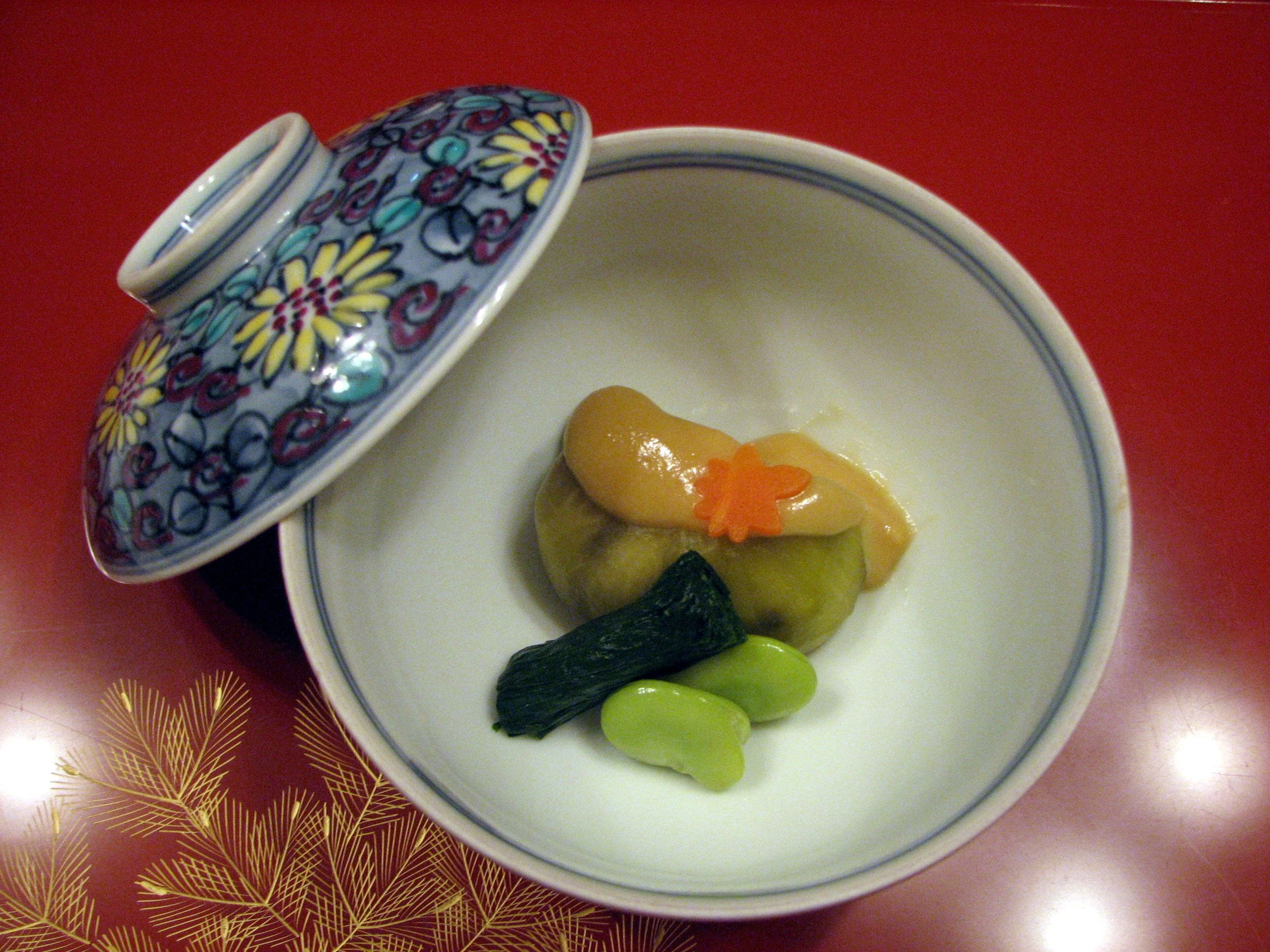
Les plats individuels sont souvent petits et harmonieux.

De nos jours, kaiseki est un type d'art où l'on cherche l'harmonie des goûts, de la texture, de l'apparence et des couleurs de la nourriture. Pour cela, seuls des ingrédients frais (et souvent locaux) sont utilisés et préparés de différentes manières pour amplifier leur goût. Les mets sont ensuite dressés sur les plats individuels pour magnifier l'apparence et le thème saisonnier du repas. Autour des plats, la décoration est souvent faite avec des branchages et des fleurs, ainsi que des garnitures préparées pour ressembler à des plantes ou des animaux.

### Ordre
À ses origines, le kaiseki comprenait un bol de soupe miso et trois accompagnements ; ce qui est maintenant la base d'un repas ordinaire japonais, souvent appelé セット (setto, de l'anglais « set », c'est-à-dire « ensemble »). Le kaiseki a depuis évolué pour inclure un hors-d'œuvre, du sashimi, un plat mijoté, un plat grillé et un plat à la vapeur, et d'autres laissés à la discrétion du chef.
- Sakizuke (先附?) : un amuse-bouche.
- Hassun (八寸?) : le second plat qui exprime le thème saisonnier. Typiquement un type de sushi et quelques accompagnements.
- Mukōzuke (向付?) : un sashimi saisonnier.
- Takiawase (煮合?) : des légumes servis avec de la viande, du poisson ou du tofu ; les ingrédients sont mijotés séparément.
- Futamono (蓋物?) : un plat à couvercle ; typiquement une soupe.
- Yakimono (焼物?) : un plat grillé.
- Su-zakana (酢肴?) : un petit plat dont la fonction est de nettoyer le palais, comme des tsukemono.
- Hiyashi-bachi (冷し鉢?) : seulement servi en été, ce sont des légumes froids et très peu cuits.
- Naka-choko (中猪口?) : un autre petit plat dont la fonction est de nettoyer le palais, qui peut être une soupe claire et acide.
- Shiizakana (強肴?) : un plat conséquent, par exemple un nabemono.
- Gohan (御飯?) : un plat de riz avec des ingrédients saisonniers.
- Kō no mono (香の物?) : des légumes de saisons légèrement saumurés.
- Tome-wan (止椀?) : une soupe miso ou de légumes servis avec du riz.
- Mizumono (水物?) : un dessert de saison ; peut être un fruit, une crème glacée ou une pâtisserie.

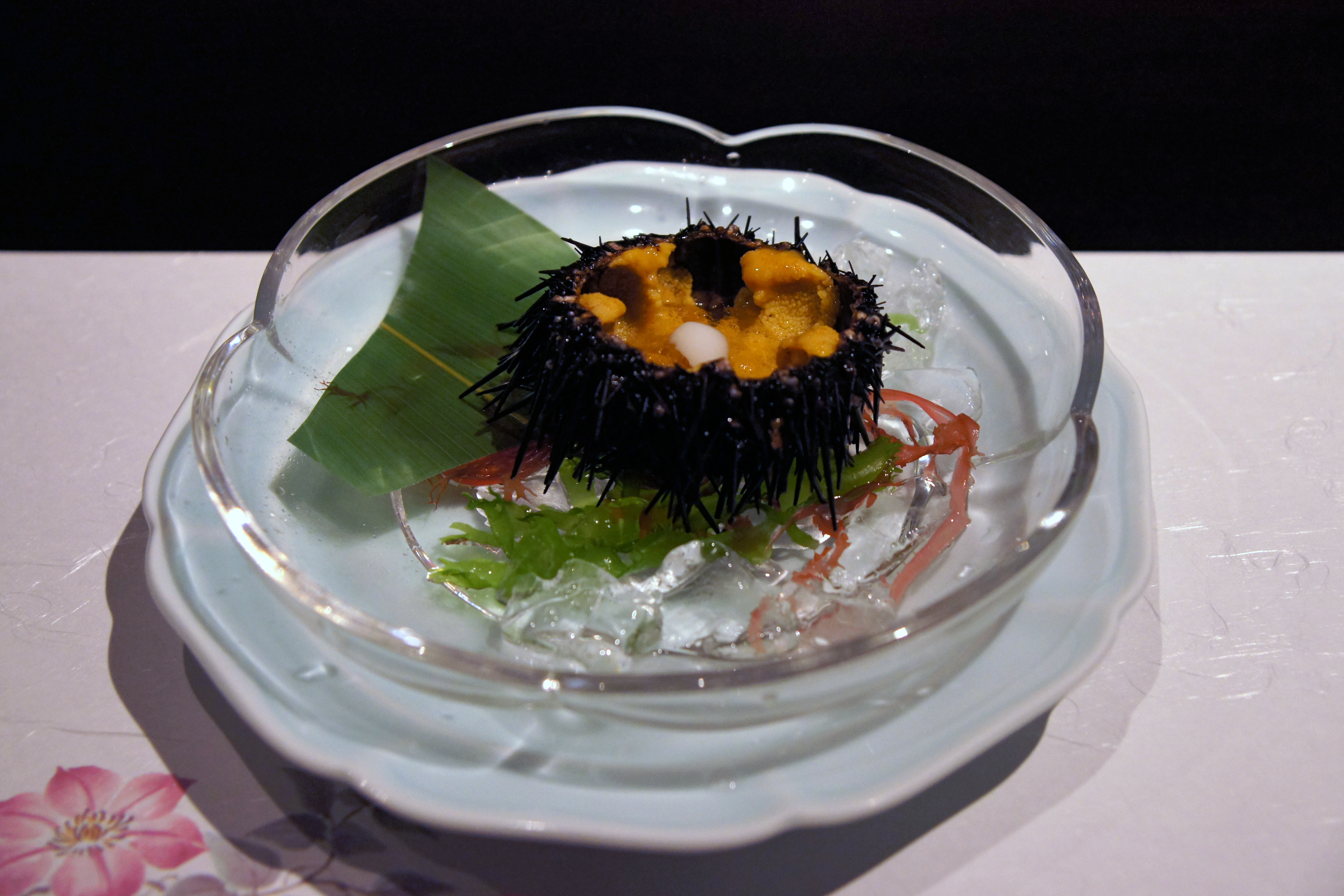
Sakizuke.
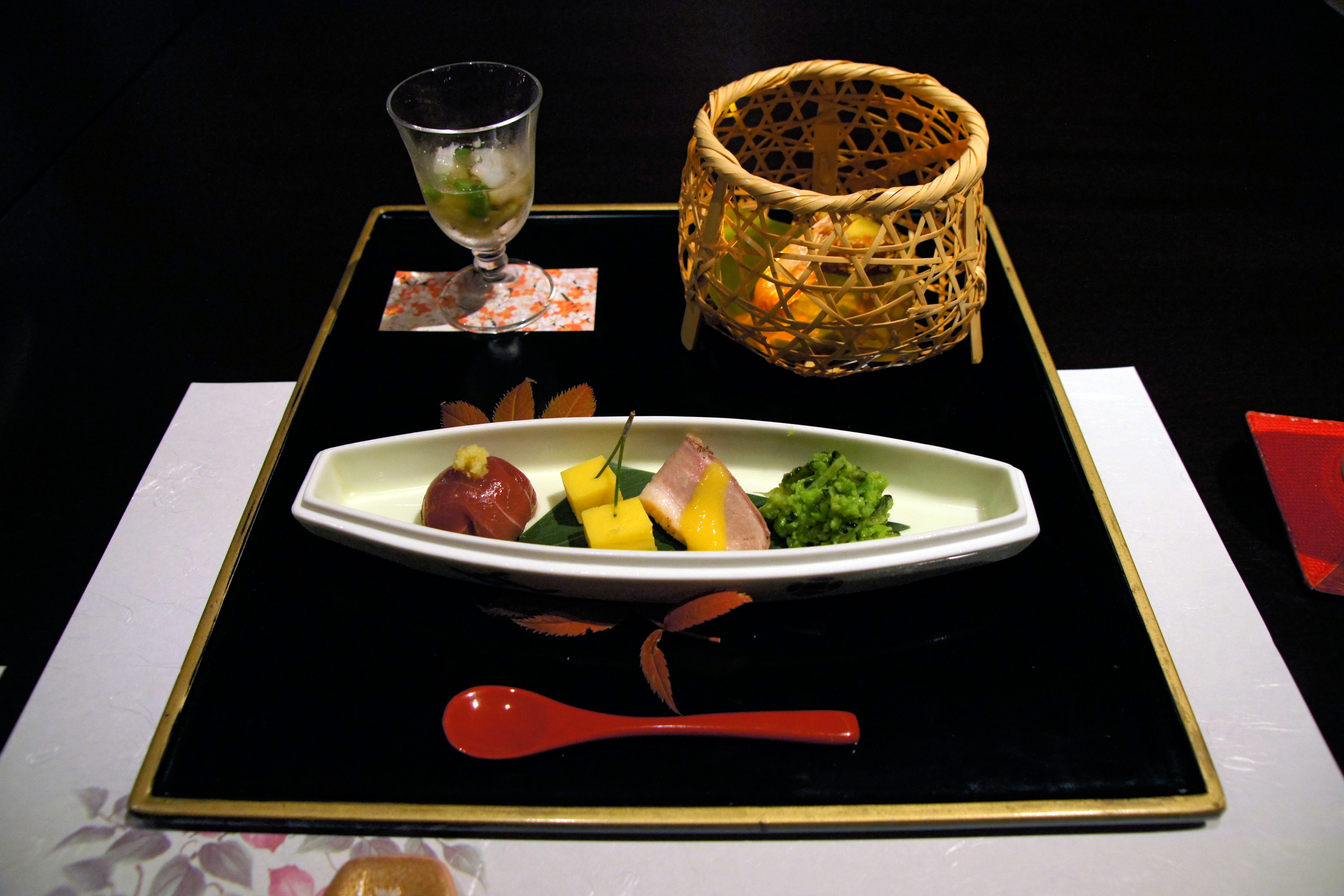
Hassun.
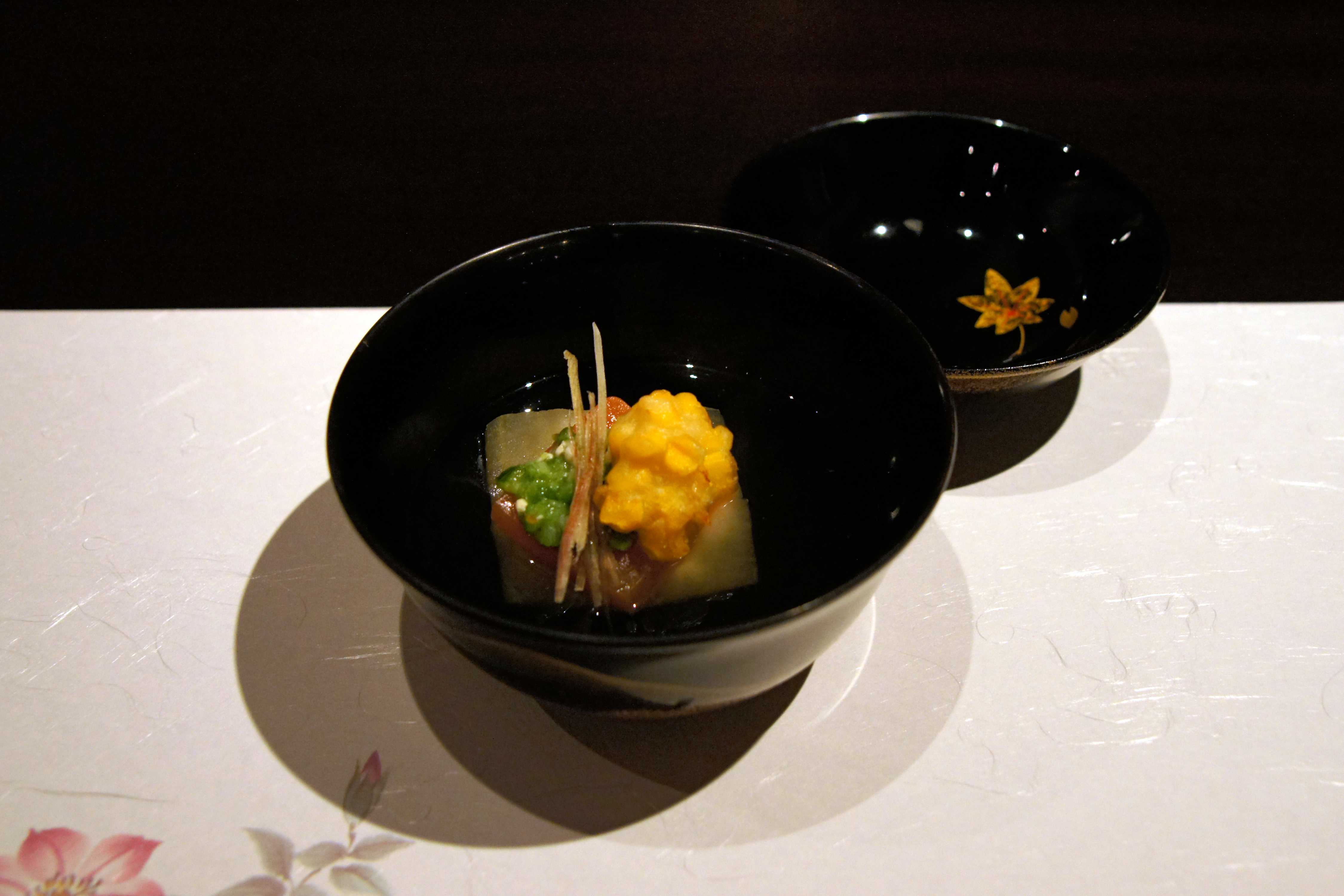
Owan (お椀?).
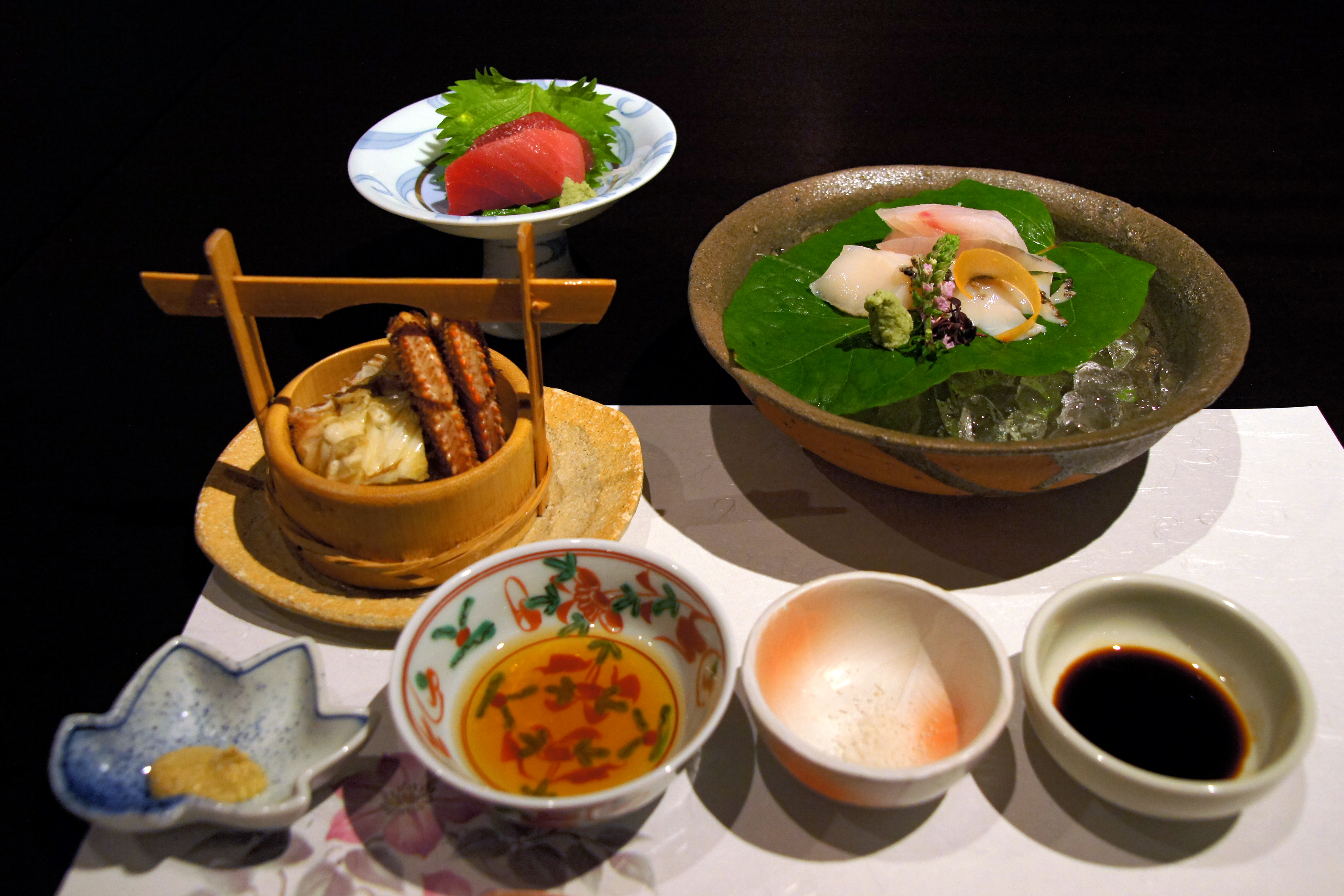
Sashimi de saison ( otsukuri, お造り).
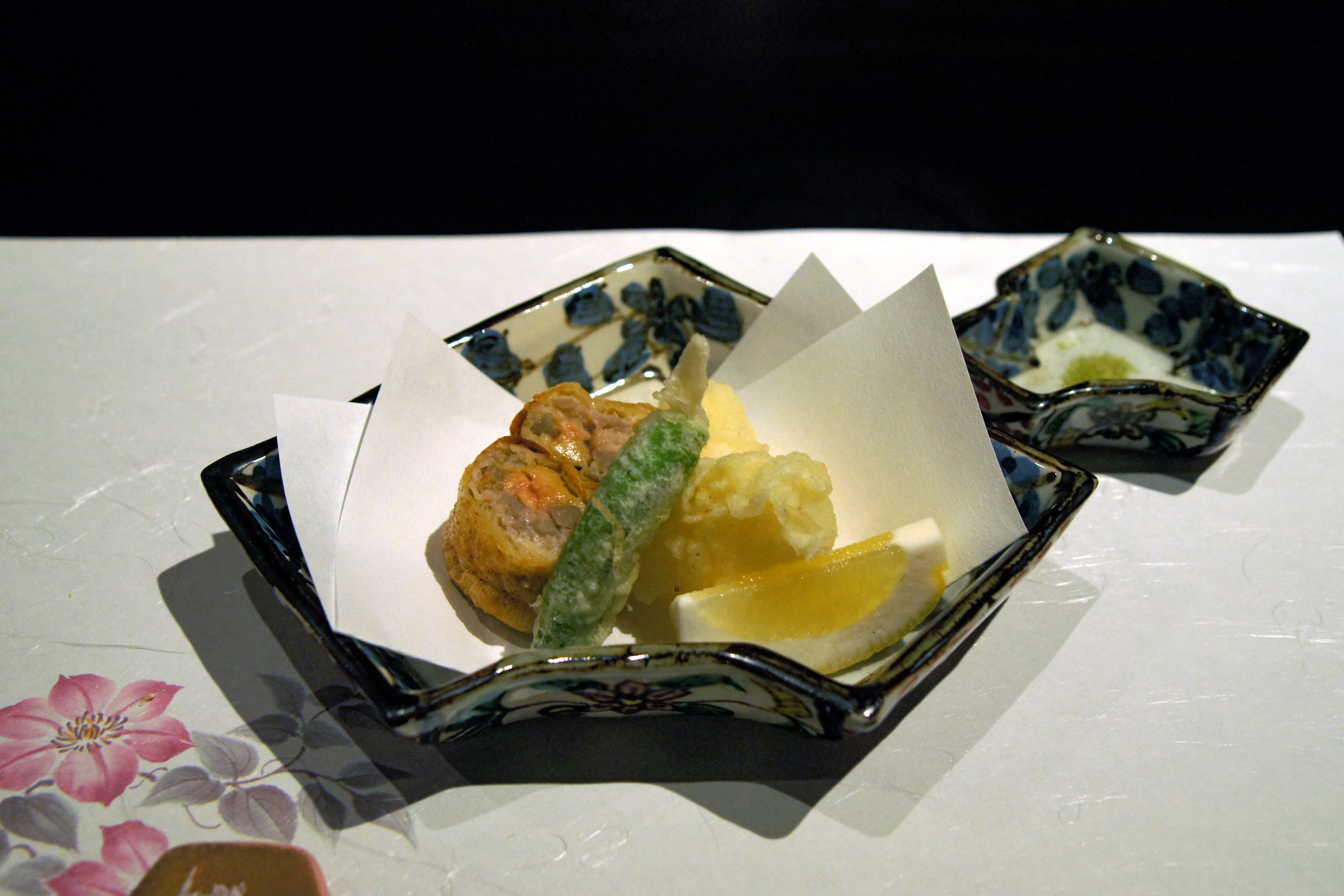
Agemono (揚げ物?).
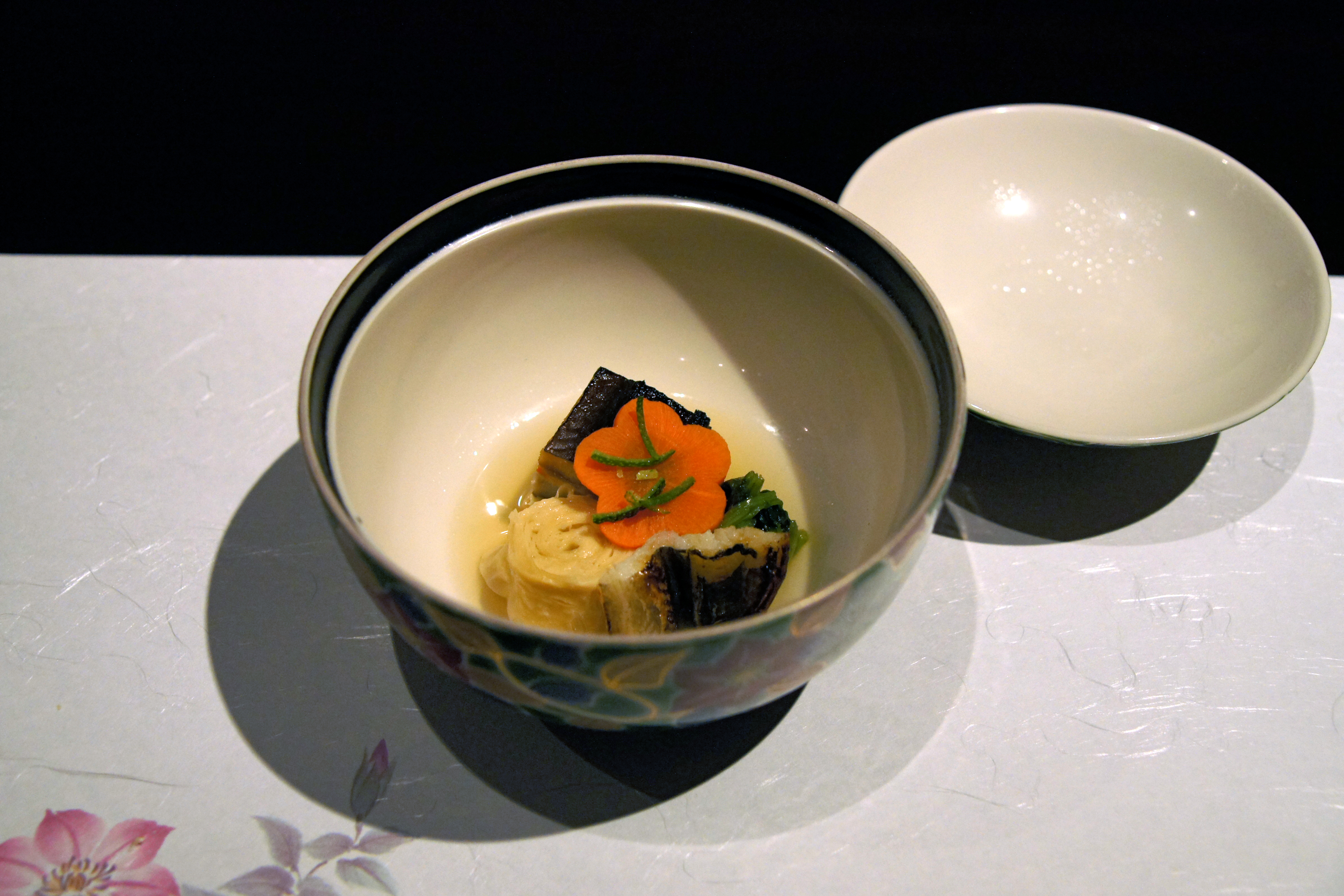
Futamono.
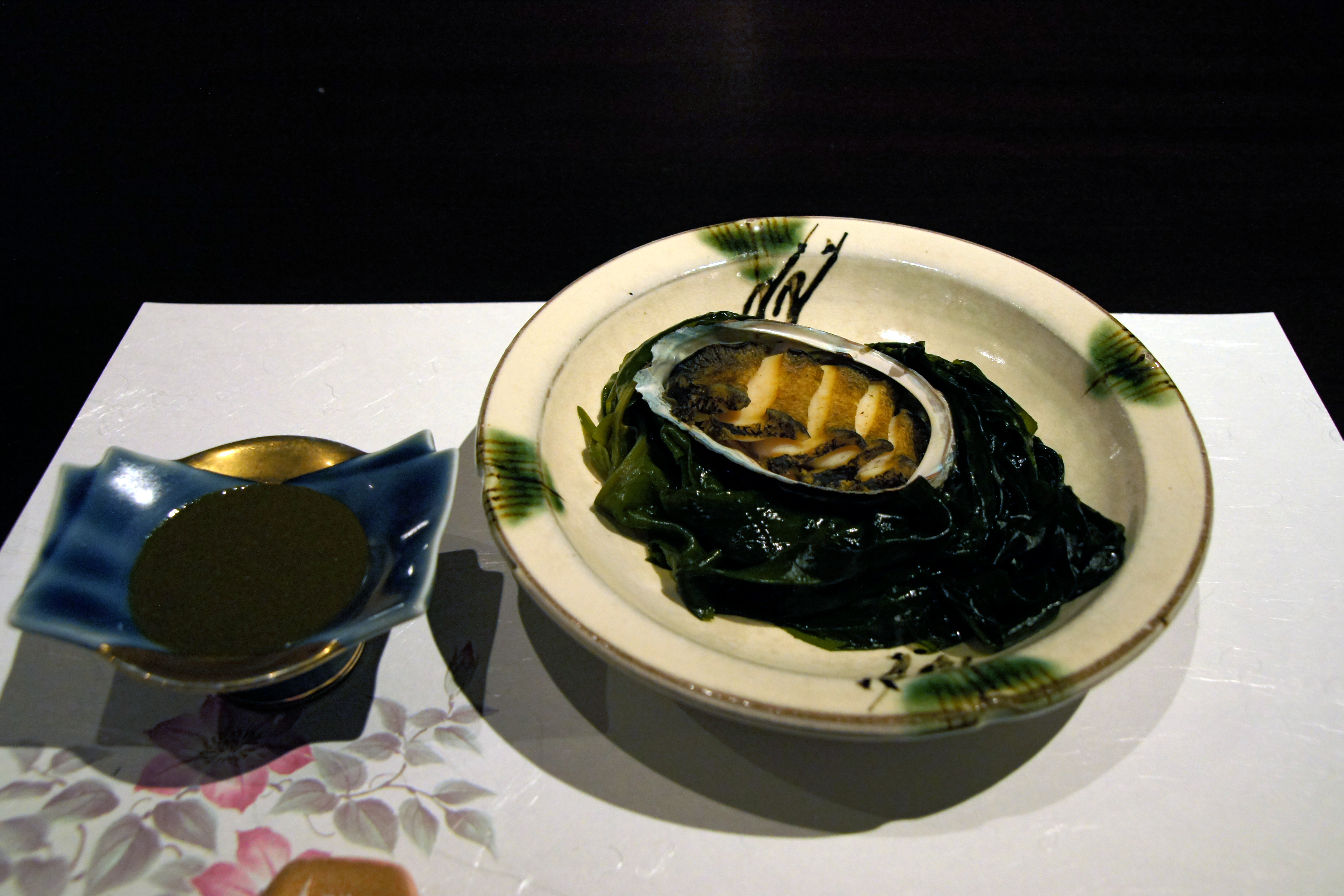
Tai no mono (台の物?).
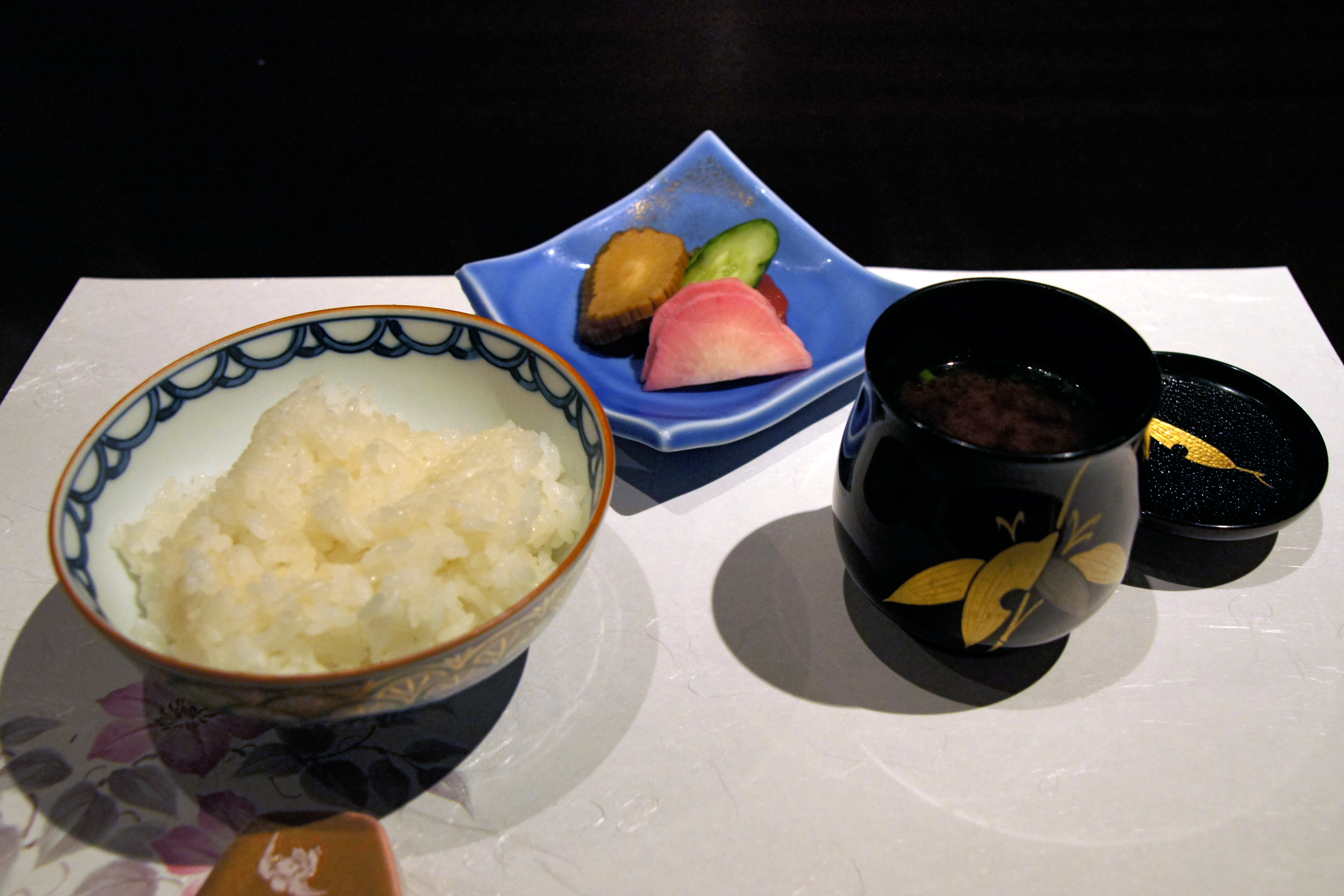
Gohan, kō no mono, tomewan.
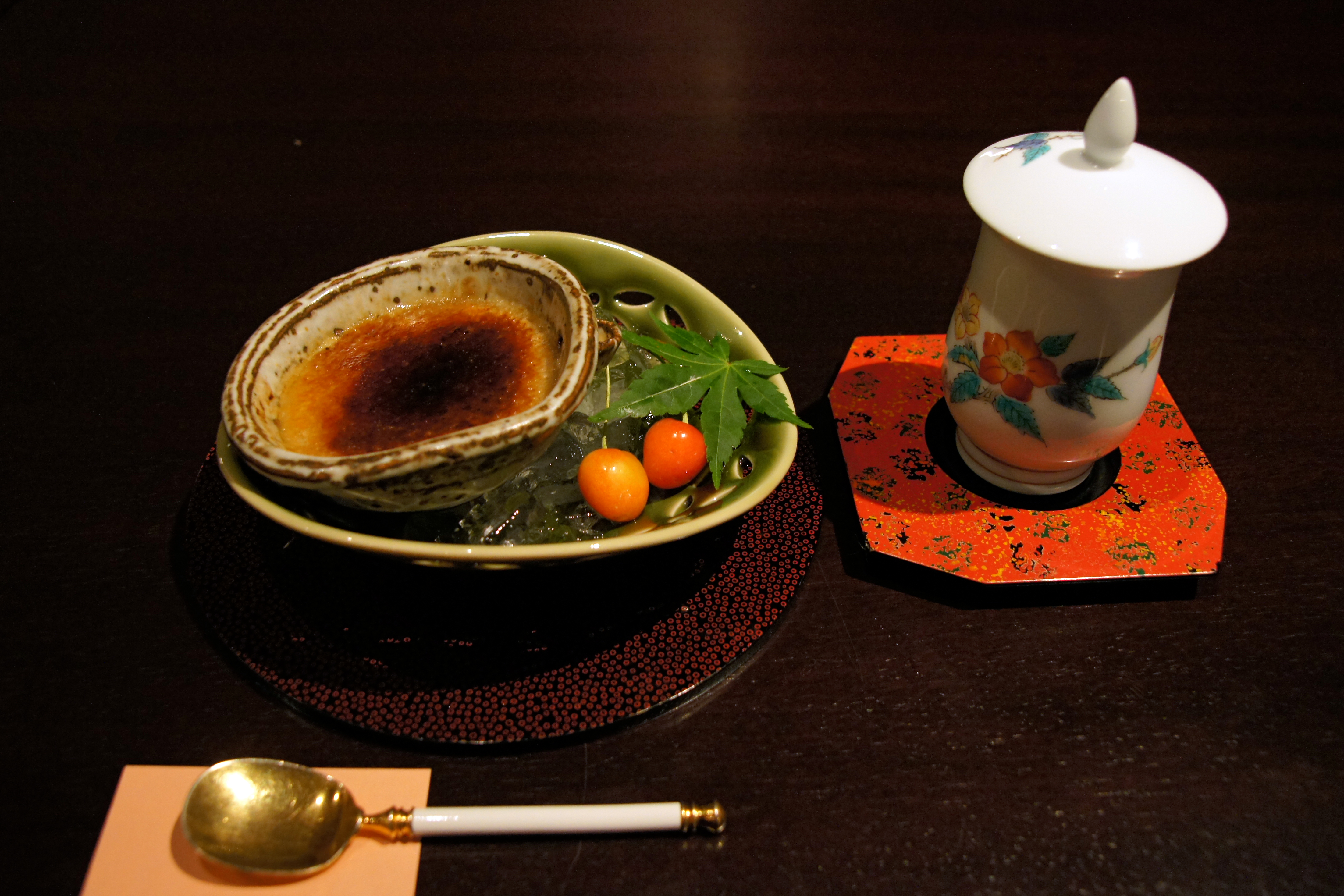
Mizumono.

## Cha-kaiseki
Le repas préparé dans le cadre du chanoyu précède le service du thé dans le cas d'une cérémonie formelle (chaji). Les composants d'un cha-kaiseki suivent le ichijū sansai ou « une soupe, trois plats d'accompagnements », et le riz, avec en plus : suimono, hassun, yutō, et kōnomono. La soupe est habituellement une soupe miso et les trois plats traditionnels sont :
- Mukōzuke : de la nourriture dans un plat positionné le plus loin de l'hôte sur le plateau (mukōzuke signifie « l'ensemble le plus lointain »). Ce peut être du sashimi. Au plus proche de l'hôte sont disposés le riz et la soupe dans des bols laqués.
- 煮物 (Nimono?) : des plats mijotés servis dans des bols indépendants.
- Yakimono : de la nourriture grillée (souvent du poisson), apportée dans un plat dans lequel les invités doivent se servir.

Les plats additionnels mentionnés ci-dessus peuvent être :
- 吸物 (Suimono?) : une soupe claire servie dans un bol laqué ; la soupe nettoiera le palais avant l'échange du sake entre hôtes et invités. Aussi appelé kozuimono (petite soupe claire) ou hashiarai (rince baguettes).
- Hassun : un plateau d'amuse-gueules de la mer ou de la montagne, servi en accompagnement du saké partagé par les convives.
- 湯桶 (Yutō?) : une cruche d'eau chaude aromatisée au riz bruni avec laquelle les convives se servent.
- Kō no mono : des produits saumurés accompagnant le yutō.

Des plats supplémentaires qui peuvent accompagner le menu sont appelés shiizakana, et accompagnent des tournées supplémentaires de sake. Puisque l'hôte les laisse avec le premier invité, ils sont aussi appelés azukebachi (lit., « bol laissé au soin d'un autre »).

## Kaisekiinformel

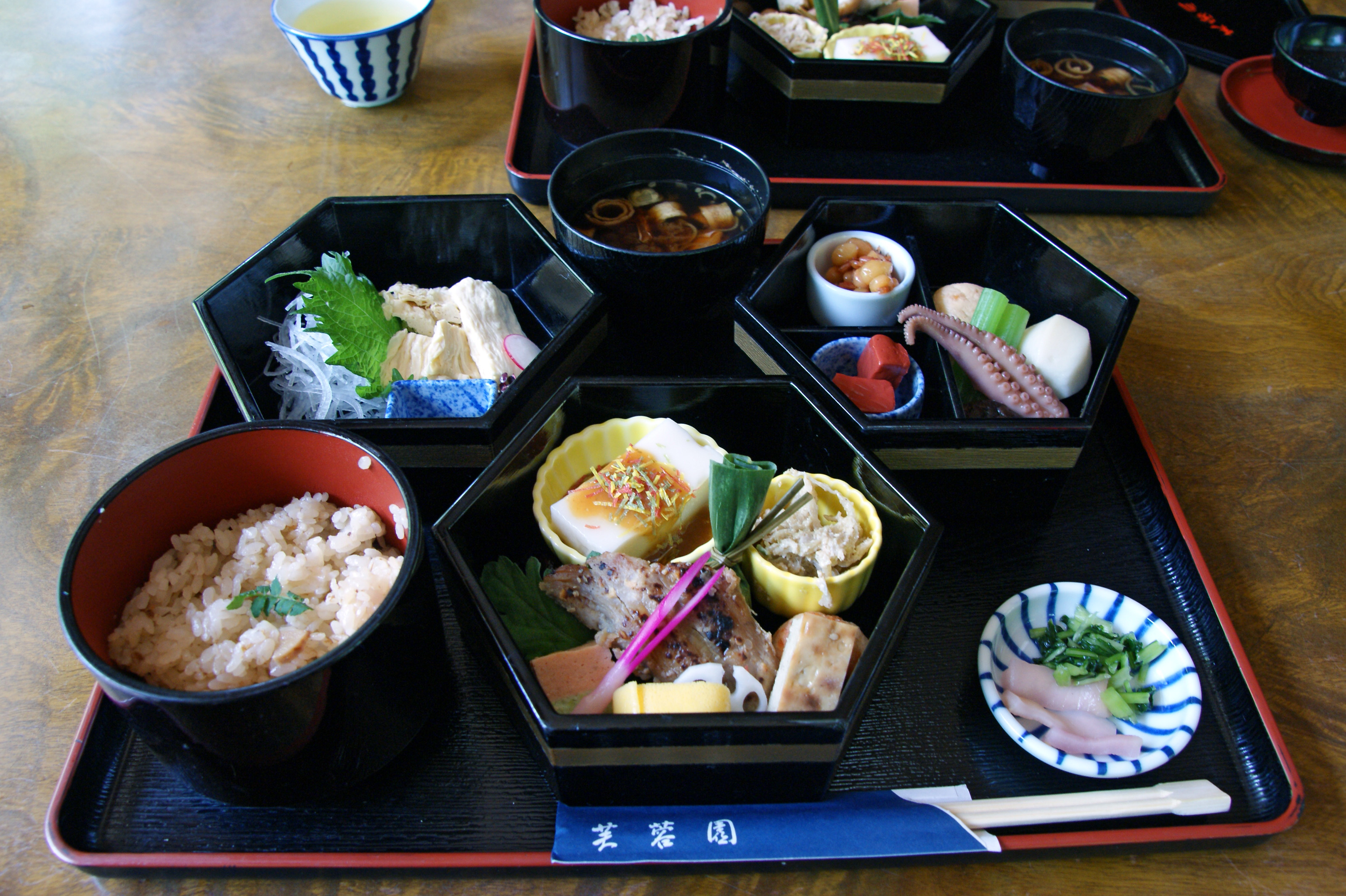
Un kaiseki informel de Fuyoen à Ōtsu

Les plats sont disposés dans un jubako (un ensemble de boîtes) . Le shokado-bento tombe dans cette catégorie.

## Où trouver de la cuisinekaiseki
Kaiseki est souvent servi dans les ryokan au Japon,  mais est aussi servi dans de petits restaurants. Kyoto est connu pour ses kaiseki. À Kyoto, le style kaiseki est parfois appelé cuisine de Kyoto (京料理, kyō-ryōri), pour souligner ses origines.

## Prix
Un menu kaiseki est souvent onéreux –  un dîner kaiseki dans des restaurants traditionnels coûte généralement entre 15 000 et 40 000 yens par personne sans les boissons. Pour moins cher, on peut trouver des déjeuners (entre 4 000 et 8 000 yens), et dans certaines circonstances, des bentō (entre 2 000 et 4 000 yens).